# Luca Dallavalle
Luca Dallavalle (Cles, 14 luglio 1987) è un orientista italiano.
Ai campionati mondiali del 2010 a Montalegre (Portogallo) Luca Dallavalle si è classificato terzo nella gara sulla distanza middle, dietro a Samuli Saarela ed Adrian Jackson. 5 anni dopo, ai campionati mondiali del 2015 a Liberec (Repubblica ceca), conquista 3 medaglie in 3 gare, ottenendo l'argento nella media distanza, l'oro nella sprint ed il bronzo nella lunga distanza.